# Shiroi, Chiba
Shiroi (tiếng Nhật: 白井市, đọc là Xi-lôi) là một thành phố thuộc tỉnh Chiba của Nhật Bản.